# Ambassade du Togo en France
L'ambassade du Togo en France est la représentation diplomatique de la République togolaise en République française. Depuis 2025, son ambassadeur est le colonel Ouro-Koura Agadazi.

## Ambassade et consulat
L'ambassade et le consulat général du Togo en France sont situés au 8 rue Alfred-Roll, dans le 17e arrondissement de Paris,.

## Liste des ambassadeurs
Depuis 1960, les ambassadeurs du Togo en France sont :
| De          | À        | Ambassadeur                |
| ----------- | -------- | -------------------------- |
| 1960        | 1965     | Joachim Hunlede            |
| 1965        | 1967     | Gibirila Sidi-Touré        |
| 1968        | 1969     | Léonard Baguilma Ywassa    |
| 1969        | 1973     | Jean-Marie Barandao        |
| 1974        | 1980     | Alexis Seybou Gnandi Napo  |
| 1980        | 1985     | Frédéric Ali Dermane       |
| 1985        | 1992     | Boumbera Alassounouma      |
| 1994        | 1995     | Bitokotipou Yagninim       |
| 1997        | 1999     | Kondi Charles Agba         |
| 2002        | 2010     | Tchao Sotou Béré           |
| 2010        | 2023     | Calixte Batossie Madjoulba |
| Depuis 2025 | en poste | Ouro-Koura Agadazi         |